# كليفلاند كامبل
كليفلاند كامبل (بالإنجليزية: Cleveland Campbell)‏ هو ممثل بريطاني، ولد في 1977 في المملكة المتحدة.

## وصلات خارجية
- كليفلاند كامبل على موقع IMDb (الإنجليزية)